# Juan Carlos Real
Juan Carlos Real Ruiz (La Coruña, 15 de marzo de 1991) es un futbolista español. Juega de centrocampista y su equipo es el Real Murcia C. F. de la Primera Federación. Además comenzó los estudios de arquitectura, los cuales no pudo terminar con éxito.[cita requerida]

## Carrera
Juan Carlos llegó al Real Club Deportivo de La Coruña, procedente del Victoria C. F., cuando todavía era alevín. Desde entonces fue progresando por todas las categorías inferiores del club, aunque nunca afianzándose en el primer equipo. En la temporada 2009-10 empezó a jugar en el primer filial, en la Tercera División, consiguiendo en su año de debut el ascenso a Segunda División B.
En la temporada 2010-11, con sólo 19 años, se convirtió en un jugador imprescindible para el filial deportivista, llegando a jugar 36 partidos y marcando 4 goles. Aun así, el Deportivo "B" la pecheó de nuevo y no puede conseguir la permanencia, volviendo otra vez a Tercera.
El 22 de julio de 2011 le llegó la oportunidad de debutar con el primer equipo en un amistoso de pretemporada en Vivero. El 3 de junio de 2012, en la última jornada de la temporada de segunda división, debutó en la categoría, contra el Villarreal B, entrando en el minuto 62.
En la temporada 2012-13, al estar el equipo en Primera División, no dispuso de oportunidades de jugar, por lo que tuvo que hacerlo en el equipo filial en Tercera. El 14 de enero de 2013 fue cedido hasta final de temporada a la S. D. Huesca, que militaba en la Segunda División. En su debut marcó su primer gol como profesional.
Al terminar la temporada volvió al Deportivo luego del descenso de este de nuevo a Segunda División, ya como jugador del primer equipo.
El 26 de enero de 2015 se hizo oficial su rescisión de contrato con el Depor y fichó por el C. D. Tenerife, reservando una opción de repesca en estos seis meses que restaban de competición.
Después de un período de dos años en la Liga I rumana con el CFR Cluj, regresó a Tenerife después de firmar un contrato por dos años.
Tras finalizar su segunda etapa en el conjunto canario fichó por la U. D. Almería. Con este equipo anotó diez goles en 39 partidos y para la temporada 2019-20 volvió a la S. D. Huesca. Allí pasó cuatro campañas antes de recalar en julio de 2023 en el F. C. Cartagena.
El 18 de agosto de 2024, tras haber rescindido el día anterior su contrato con el club cartagenero con el que marcó tres goles en 26 partidos, fichó por el Real Murcia C. F. para la temporada 2024-25.

## Selección nacional
Fue convocado por la selección gallega sub-16 y sub-18.

## Estadísticas
Actualizado al último partido jugado el 15 de julio de 2023.
| Club                               | División                  | Temporada                 | Liga  | Liga  | Liga   | Copa nacionales(1) | Copa nacionales(1) | Copa nacionales(1) | Total | Total | Total  |
| Club                               | División                  | Temporada                 | Part. | Goles | Asist. | Part.              | Goles              | Asist.             | Part. | Goles | Asist. |
| ---------------------------------- | ------------------------- | ------------------------- | ----- | ----- | ------ | ------------------ | ------------------ | ------------------ | ----- | ----- | ------ |
| RC Deportivo B · España            | 3.ª                       | 2009-10                   | 29    | 5     | ?      | -                  | -                  | -                  | 29    | 5     | ?      |
| RC Deportivo B · España            | 2.ª B                     | 2010-11                   | 36    | 4     | ?      | -                  | -                  | -                  | 36    | 4     | ?      |
| RC Deportivo B · España            | 3.ª                       | 2011-12                   | 34    | 15    | ?      | -                  | -                  | -                  | 34    | 15    | ?      |
| RC Deportivo B · España            | 3.ª                       | 2012                      | 16    | 4     | ?      | -                  | -                  | -                  | 16    | 4     | ?      |
| RC Deportivo B · España            | Total equipo              | Total equipo              | 115   | 28    | ?      | -                  | -                  | -                  | 115   | 28    | ?      |
| SD Huesca · España                 | 2.ª                       | 2013                      | 10    | 1     | 0      | -                  | -                  | -                  | 10    | 1     | 0      |
| SD Huesca · España                 | Total equipo              | Total equipo              | 10    | 1     | 0      | -                  | -                  | -                  | 10    | 1     | 0      |
| RC Deportivo · España              | 2.ª                       | 2011-12                   | 1     | 0     | 0      | 4                  | 0                  | 0                  | 5     | 0     | 0      |
| RC Deportivo · España              | 2.ª                       | 2013-14                   | 28    | 3     | 5      | 2                  | 0                  | 0                  | 30    | 3     | 5      |
| RC Deportivo · España              | 1.ª                       | 2014-15                   | 2     | 0     | 0      | 2                  | 0                  | 0                  | 4     | 0     | 0      |
| RC Deportivo · España              | Total equipo              | Total equipo              | 31    | 3     | 5      | 8                  | 0                  | 0                  | 39    | 3     | 5      |
| CD Tenerife · España               | 2.ª                       | 2015                      | 19    | 1     | 4      | -                  | -                  | -                  | 19    | 1     | 4      |
| CD Tenerife · España               | Total equipo              | Total equipo              | 19    | 1     | 4      | -                  | -                  | -                  | 19    | 1     | 4      |
| CFR Cluj Rumania                   | 1º                        | 2015-2016                 | 15    | 6     | 4      | 3                  | 1                  | 0                  | 18    | 7     | 4      |
| CFR Cluj Rumania                   | 1º                        | 2016-2017                 | 23    | 1     | 5      | 3                  | 0                  | 0                  | 26    | 1     | 5      |
| CFR Cluj Rumania                   | Total equipo              | Total equipo              | 38    | 7     | 9      | 6                  | 1                  | 0                  | 44    | 8     | 9      |
| CD Tenerife España                 | 2º                        | 2017-2018                 | 24    | 5     | 3      | 3                  | 3                  | 0                  | 24    | 8     | 3      |
| CD Tenerife España                 | Total equipo              | Total equipo              | 24    | 5     | 3      | 3                  | 3                  | 0                  | 24    | 8     | 3      |
| UD Almería España                  | 2º                        | 2018-2019                 | 39    | 10    | 5      | 1                  | 0                  | 0                  | 40    | 10    | 5      |
| UD Almería España                  | Total equipo              | Total equipo              | 39    | 10    | 5      | 1                  | 0                  | 0                  | 40    | 10    | 5      |
| SD Huesca · España                 | 2.ª                       | 2019-20                   | 33    | 4     | 1      | 1                  | 0                  | 0                  | 34    | 4     | 1      |
| SD Huesca · España                 | 1.ª                       | 2020-21                   | 15    | 0     | 1      | 2                  | 0                  | 0                  | 17    | 0     | 1      |
| SD Huesca · España                 | 1.ª                       | 2021-22                   | 19    | 1     | 0      | 0                  | 0                  | 0                  | 19    | 1     | 0      |
| SD Huesca · España                 | 1.ª                       | 2022-23                   | 38    | 8     | 1      | 0                  | 0                  | 0                  | 38    | 8     | 1      |
| SD Huesca · España                 | Total equipo              | Total equipo              | 105   | 13    | 3      | 3                  | 0                  | 0                  | 105   | 13    | 3      |
| FC Cartagena España                | 2º                        | 2023-24                   | 24    | 3     | 2      | 1                  | 0                  | 0                  | 27    | 1     | 1      |
| FC Cartagena España                | Total equipo              | Total equipo              | 24    | 3     | 2      | 1                  | 0                  | 0                  | 27    | 1     | 1      |
| Real Murcia C.F. España            | 1ª F.                     | 2024-25                   |       |       |        |                    |                    |                    |       |       |        |
| Real Murcia C.F. España            | Total equipo              |                           |       |       |        |                    |                    |                    |       |       |        |
| Total carrera profesional          | Total carrera profesional | Total carrera profesional | 266   | 40    | 29     | 21                 | 4                  | 0                  | 287   | 44    | 29     |
| (1) Incluye datos de Copa del Rey. |                           |                           |       |       |        |                    |                    |                    |       |       |        |